# Gesang (ort i Indonesien)
Gesang är en ort i Indonesien.   Den ligger i provinsen Sulawesi Utara, i den nordöstra delen av landet, 2 300 km öster om huvudstaden Jakarta. Gesang ligger 77 meter över havet och antalet invånare är 5 591. Den ligger på ön Pulau Siau.
Terrängen runt Gesang är varierad. Havet är nära Gesang österut.  Det finns inga andra samhällen i närheten. 